# Toplitzsee
Toplitzsee är en sjö i Österrike.   Den ligger i förbundslandet Steiermark, i den centrala delen av landet, 190 km väster om huvudstaden Wien. Toplitzsee ligger 718 meter över havet. Arean är 0,54 kvadratkilometer.
I omgivningarna runt Toplitzsee växer i huvudsak blandskog. Runt Toplitzsee är det ganska glesbefolkat, med 25 invånare per kvadratkilometer.